# Andowiak wełnisty
Andowiak wełnisty (Thomasomys laniger) – gatunek ssaka z podrodziny bawełniaków (Sigmodontinae) w obrębie rodziny chomikowatych (Cricetidae).

## Zasięg występowania
Andowiak wełnisty występuje w środkowych i wschodnich Andach w Kolumbii.

## Taksonomia
Gatunek po raz pierwszy zgodnie z zasadami nazewnictwa binominalnego opisał w 1895 roku brytyjski zoolog Oldfield Thomas nadając mu nazwę Oryzomys laniger. Holotyp pochodził z Bogoty, w stanie Cundinamarca, w Kolumbii. 
Autorzy Illustrated Checklist of the Mammals of the World uznają ten takson za gatunek monotypowy.

### Etymologia
- Thomasomys: Oldfield Thomas (1858–1929), brytyjski zoolog, teriolog; gr. μυς mus, μυος muos „mysz”[7].
- laniger: łac. lana „wełna”[8]; -gera „noszący”, od gerere „nosić”[9].

## Morfologia
Długość ciała (bez ogona) 101–119 mm, długość ogona 106–127 mm, długość ucha 16–19 mm, długość tylnej stopy 24–26 mm; masa ciała 26–36 g. 

## Ekologia
Występują na wysokości między 1500 a 3800 m n.p.m.. Siedliskami tego gatunku są scrub, las mglisty, las wtórny. W Kolumbii przeważającym siedliskiem jest las mglisty.
Są wszystkożerne i aktywne nocą.

## Populacja
Populacja ustabilizowana, powszechna.

## Zagrożenia
Zagrożeniem dla andowiaka wełnistego jest wylesianie, ale znoszą one te niekorzystne przemiany.